# Rhampholeon beraduccii
Rhampholeon beraduccii — вид ігуаноподібних ящірок родини хамелеонових (Chamaeleonidae). Ендемік Танзанії.

## Опис
Rhampholeon beraduccii — дрібний коричневий хамелеон, довжина якого (без врахування хвоста( становить 28 мм. Хвіст дуже короткий, довжиною близько чверті від решти тіла.

## Поширення і екологія
Rhampholeon beraduccii мешкають в горах Махенге на піденному сході Танзанії. Вони живуть у вологих гірських тропічних лісах, на висоті від 1200 до 1500 м над рівнем моря. Відкладають яйця.

## Збереження
МСОП класифікує цей вид як вразливий. Rhampholeon beraduccii загрожує знищення природного середовища.